# Krippe (Einheit)
Krippe war ein Volumenmaß für Holzkohle. In Österreich wurden je nach Region das Vorderberger oder das Innerberger Faß verwendet. Die Maße waren nicht immer zueinander schlüssig.
- 1 Krippe = 10 Vorderberger bis 13 Innerberger Faß = 24.800 bis 31.580 Kubikmeter

Im 17. Jahrhundert rechnete man ein Schaff Kohle mit 15 ½ Kubikfuß; aber 11 11/72 (= rd. 11,15) Kubikfuß waren auch möglich. Das Volumen des Magazins für eine Krippe Fassungsvermögen hatte als Abmessungen 35,6 Fuß Länge mal 34 Fuß Breite und 12 Fuß Höhe, was gestrichen 14,525 Kubikfuß entsprach, aber 15,5 Kubikfuß ermöglichte. Das Kärntner Schaff als Holzkohlenmaß betrug 4,919 Hektoliter.
- 1 Krippe = 4 Schaff = etwa 3 Sack = 19,676 Hektoliter

## Stückmaß
Als österreichisches Maß war die Krippe, gelegentlich auch als Roll bezeichnet, auch ein Stückmaß. Besonders im Handel mit Stockfischen wurde das Maß genutzt. In anderen Regionen nannte man das Maß auch Kribbe oder Kasten
- 1 Krippe = 180 Stück[2]